# Paid tha Cost to Be Da Bo$$
Paid tha Cost to Be da Bo$$ är ett album släppt 2002 av rapparen Snoop Dogg.

## Låtlista
1. Don Doggy
2. Da Bo$$ Would Like to See You
3. Stoplight
4. From tha Chuuuch to da Palace  (feat. Pharrell Williams)
5. I Believe in You  (feat. LaToiya Williams)
6. Lollipop  (feat. Soopafly, Jay-Z, Nate Dogg)
7. Ballin  (feat. The Dramatics)
8. Beautiful  (feat. Pharrell Williams), Charlie Wilson)
9. Paper'd Up  (feat. Kokane, Traci Nelson)
10. Wasn't Your Fault
11. Bo$$ Playa
12. Hourglass  (feat. Kokane, Goldie Loc)
13. The One And Only
14. I Miss That Bitch  (feat. E-White)
15. From Long Beach 2 Brick City  (feat. Redman, Nate Dogg)
16. Suited N Booted
17. You Got What I Want  (feat. Charlie Wilson, Goldie Loc, Ludacris)
18. Batman & Robin  (feat. Lady of Rage, RBX)
19. Message 2 Fat Cuzz
20. Pimp Slapp'd

## Singlar
- From tha Chuuuch to da Palace  (feat. Pharrell Williams)
- Paper'd up  (feat. Kokane, Traci Nelson)
- Beautiful  (feat. Pharrell Williams), Charlie Wilson)
- Lollipop  (feat. Soopafly, Jay-Z, Nate Dogg)